# Tom Saettel
Tom Saettel, né le 19 juin 2005 à Strasbourg en France, est un footballeur français qui évolue au poste d'ailier gauche au RC Strasbourg.

## Biographie

### Carrière en club
Né à Strasbourg, Tom Saettel commence le football à l'US Dachstein, où il joue pendant une saison avant de rejoindre le FC Geispolsheim où il est surclassé, jouant notamment avec la génération 2003. Il signe en faveur du RC Strasbourg à l'âge de 8 ans. Bien qu'il ne voulait pas quitter Geispolsheim au départ afin de rester jouer avec ses amis, il décide finalement de rejoindre le RCS, poussé par son père.
Le 15 septembre 2022, Tom Saettel signe son premier contrat professionnel avec le RC Strasbourg, d'une durée de trois ans.

### Carrière en sélection
En avril 2022, il est sélectionné avec l'équipe de France des moins de 17 ans pour l'Euro 2022 organisé en Israël. Il se fait notamment remarquer lors des quarts de finale le 25 mai, en ouvrant le score face à l'Allemagne. Mais rejoints au score par les Allemands, les jeunes français s'imposent finalement au terme d'une séance de tirs au but. Il participe ensuite à la qualification de la France pour la finale après une séance de tirs au but face au Portugal,. Saettel est titularisé lors de la finale remportée le 1er juin 2022 face au Pays-Bas (2-1 score final).

## Palmarès
France -17 ans
- Championnat d'Europe -17 ans (1) :
  - Vainqueur : 2022.